# Hwasong-5
Hwasong-5 ist die nordkoreanische Bezeichnung der Kurzstreckenrakete R-17 Elbrus aus der Sowjetunion.
Nordkorea beschaffte sich in den 1980er-Jahren in der Sowjetunion R-17-Kurzstreckenraketen. Ältere Quellen gingen zunächst davon aus, dass Nordkorea später die R-17, mittels Reverse Engineering nachbaute und exportierte. Da Nordkorea zu diesem Zeitpunkt über keine Produktionskapazität für die R-17-Kernelemente (Triebwerk, Treibstofftanks, Lenkeinheit) verfügte, scheint dies sehr unwahrscheinlich. Neuere Quellen gehen davon aus, dass es sich bei den aus Nordkorea stammenden R-17-Raketen um Restbestände aus Russland handelt, welche Nordkorea unter der Bezeichnung Hwasong-5 als Zwischenhändler exportiert. So wurden die Rakete u. a. in den Iran verkauft. Obwohl die Bezeichnung Hwasong-5 eine Eigenproduktion suggerieren soll, handelt es sich bei dieser Rakete demnach lediglich um eine lokale Bezeichnungen für die russischen R-17-Raketen.
Die Leistungen der Hwasong-5 sind gleich der sowjetischen R-17-Rakete. Demnach hat Hwasong-5 mit einer Nutzlast von 987–989 kg eine Reichweite von 275–300 km.